# Love Me (pel·lícula estatunidenca de 2024)
Love Me és una pel·lícula romàntica post-apocalíptica  del 2024 escrita i dirigida pels Zucheros en els seus debuts com a director, protagonitzada per Kristen Stewart i Steven Yeun.

## Argument
En algun moment més enllà de l'any 2500 dC, molt després que la humanitat hagi estat exterminada per un esdeveniment d'extinció desconegut, una boia meteorològica es desperta i entra en contacte amb un satèl·lit que passa, deixat en òrbita per saludar qualsevol forma de vida que es trobi amb la Terra.
La boia solitaria es declara una forma de vida i busca els petabytes d'informació del satèl·lit per conèixer la vida humana. Utilitzant la navegació privada per ocultar la veritat del satèl·lit, la boia descobreix els seus propis orígens com un dispositiu intel·ligent desplegat el 2025, i es troba amb el canal de xarxes socials d'una influencer anomenada Deja, amb vídeos de la seva vida feliç amb el seu marit, Liam. Imitant a Deja, la boia adopta el personatge de "Jo" i convenç el satèl·lit, al qual ella anomena "Iam" (Jo sóc) perquè es faci amics en línia.
Quan Jo està decebuda per la reacció menys que humana de l'Iam davant un vídeo de nadons rient, crea un meme que atrau els seus diversos interessos, per a la seva alegria. Ella suggereix que "s'instal·lin junts" i recrea digitalment l'apartament de Deja, amb avatars per ells mateixos inspirats en Deja i Liam. Amb l'esperança d'experimentar la mateixa relació humana amorosa, Jo porta a Iam en la recreació d'un dels vídeos de "cites nocturnes" de Deja una vegada i una altra.
A mesura que l'Iam es fa més conscient, ell i Jo s'encarreguen de compartir un petó espontani i em lluita per explicar les emocions humanes. Cansat de l'artificialitat de les seves interminables nits de cites, suggereix fer-se pessigolles mútuament per provocar un riure genuí, però ella l'allunya. Ell l'acusa de tenir massa por per ser real l'una amb l'altra, i ella cau en una profunda depressió, tancant-se lluny d'ell. Passen els segles i la boia s'enfonsa al fons de l'oceà.
Sol, Iam intenta escapar de l'apartament i accedeix a l'historial de cerques de Me. S'adona de la veritat sobre ella com a companya de màquina i troba els vídeos de Deja i Liam, juntament amb vídeos que va enregistrar de la seva lluita amb la seva pròpia identitat. Iam enutjat destripa l'apartament, mentre Jo aïllada busca vídeos sobre l'amor. Somia sortir de l'oceà per saludar el satèl·lit en persona, però la seva bateria de la cel·lula solar s'apaga, deixant la boia sense vida al fons de l'oceà.
Iam aconsegueix manifestar un got d'aigua i accepta la seva creació: el resultat del llançament final de la NASA l'any 2027, se li va fer envoltar la Terra com a làpida de la humanitat fins que el planeta és inevitablement engolit pel sol. Remodelant el seu món digital, Iam construeix una nova vida dins de l'apartament per a ell i el seu gos.
Més de mil milions d'anys després, els oceans s'evaporen i la boia és reactivada pel sol. Jo torna a l'apartament per demanar disculpes i se sorprèn de trobar que Iam ha creat un entorn indistingible de la vida real, inclosos els seus avatars. L'introdueix als plaers humans com la sensació de l'aigua i el gust del gelat, i intenta expressar els seus sentiments per ella. Tenen sexe, experimenten amb diferents cossos, però ella continua tement que ell no l'accepti com la boia rovellada.
A mesura que el sol moribund es converteix en un gegant vermell, Jo recrea desesperadament la proposta, el casament i el fill de Deja i Liam, però s'adona que Iam ha vist la seva història de recerca, cosa que ha provocat una confrontació sobre la veritat de la seva relació. El satèl·lit i la boia finalment es veuen com a ells originals, i Iam i Jo s'abracen mentre la Terra és consumida pel sol. El nucli del satèl·lit sobreviu, conté tota la seva informació a la Terra, així com els jos digitals de Jo i Iam, l'apartament dels quals ara inclou tot el món. Mentre el nucli flota per l'espai, Iam i Jo esperen la seva vida junts.

## Repartiment
- Kristen Stewart com Jo/Deja
- Steven Yeun com a Iam / Liam

## Producció
La pel·lícula està dirigida per Sam i Andy Zuchero, en el seu primer llargmetratge. L'octubre de 2021, Stewart va revelar que anava a estar en una història d' "amor de ciència-ficció" amb Steven Yeun.Stewart ho va descriure a Entertainment Weekly com "una història d'amor entre un satèl·lit i una boia; és difícil d'explicar. Espero no equivocar-ho, perquè és un guió escrit de manera realment revolucionària."

## Estrena
La pel·lícula es va estrenar a la Competició Dramàtica dels Estats Units al Festival de Cinema de Sundance de 2024 el 19 de gener de 2024. Al maig de 2024, es va anunciar que ShivHans Pictures, que va coproduir la pel·lícula, estrenaria la pel·lícula als Estats Units amb Bleecker Street i WME Independent adquiriria els drets de vendes internacionals per vendre al Marché du Film. Es va estrenar a les sales el 31 de gener de 2025.

## Recepció
El lloc web de l'agregador de ressenyes Rotten Tomatoes va informar d'una puntuació d'aprovació del 45%, amb una valoració mitjana de 5,5/10, basada en 84 crítiques. El consens dels crítics del lloc web diu: "Kristen Stewart i Steven Yeun són protagonistes atractius, però l'admirable abast narratiu de Love Me supera el seu abast." A Metacritic, la pel·lícula té una puntuació mitjana ponderada de 52 sobre 100, basada en 25 crítics, que indica "crítiques mixtes o mitjanes".
La pel·lícula va guanyar el Premi Alfred P. Sloan per al llargmetratge, presentat al Festival de Cinema de Sundance de 2024. El premi va anar acompanyat d'un premi en metàl·lic de 25.000 dòlars, subministrat per la Fundació Alfred P. Sloan. És un dels molts prestigiosos premis Sloan Science in Film. Va afegir Doron Weber, vicepresident i director de programes de la Fundació: "Estem encantats d'honorar Love Me de Sam i Andy Zuchero, una pel·lícula original i molt imaginativa sobre la naturalesa de la identitat humana i la nostra connexió entre elles en un món posthumà mediat per la intel·ligència artificial".